# Нетфликс
„Нетфликс“ (на английски: Netflix) e щатска компания, доставчик на филми, сериали и компютърни игри на основата на видео стрийминг. Това е една от водещите развлекателни услуги в света с 270 милиона платени членове в над 190 държави. Предлага телевизионни сериали, филми и игри от най-различни жанрове и езици. Потребителите могат да пускат, спират на пауза и възобновяват гледането, колкото искат, по всяко време и навсякъде, и могат да променят плановете си по всяко време. Към март 2024 г. „Нетфликс“ е 22-рият най-посещаван уебсайт в света. 23,94% от посетителите са от САЩ, а всички останали държави са с дял от под 6%.

## История
Основана е през 1997 г. Седалището ѝ се намира в Лос Гатос, Силициевата долина, щата Калифорния. На 6 януари 2016 г., по време на пресконференция на световното изложение за електроника CES, Рийд Хастингс неочаквано обявява, че услугата е станала достъпна за регистрация на клиенти в 130 страни по света, включително България. Фирмата има над 125 млн. клиенти в над 190 страни със 140 милиона часа гледания на ден към 2018 г.
След руската инвазия в Украйна през 2022 г., на 4 март 2022 г., „Нетфликс“ обявява, че е поставил на пауза всички бъдещи проекти и придобивания от Русия Два дни по-късно, на 6 март 2022 г., „Нетфликс“ обявява, че ще преустанови услугата си в Русия.
В първото тримесечие на 2024 г. „Нетфликс“ добавя 9,33 млн. нови плащащи потребители към услугата си, като броят им достига 270 млн.

## Наличност в световен мащаб
„Нетфликс“ е достъпен във всички страни и територии с изключение на Китай, Северна Корея, Крим, Сирия и Русия.
През януари 2016 г. „Нетфликс“ обявява, че ще започне блокиране на VPN, тъй като с помощта му може да се гледат видеоклипове от страна, в която те не са достъпни. Резултатът от блокирането на VPN е, че хората могат да гледат само видеоклипове, достъпни в цял свят, а други видеоклипове са скрити от резултатите от търсенето. Разнообразието присъства в програмата на „Нетфликс“. Иврит и ориентацията на интерфейса от дясно наляво, което е обичайна стратегия за локализация на много пазари, са това, което определя локализацията на израелския потребителски интерфейс, а в някои региони „Нетфликс“ предлага по-достъпен абонамент само за мобилни устройства. Според изследване от 2024 г. използването на Netflix варира между различните държави в зависимост от местните предпочитания и навици за дигитално потребление, въпреки глобалната достъпност на услугата. 

## Награди
| Награди и номинации                                 | Награди и номинации | Награди и номинации |
| --------------------------------------------------- | ------------------- | ------------------- |
| Награда                                             | Спечелени           | Номинации           |
| Оскар (Academy Awards)                              | 26                  | 168                 |
| Филмови награди БАФТА                               | 1                   | 2                   |
| Телевизионни награди БАФТА                          | 3                   | 21                  |
| Награди на телевизионните критици (Critics' Choice) | 7                   | 28                  |
| Дневни награди „Еми“ (Daytime Emmy Awards)          | 60                  | 91                  |
| Златен глобус                                       | 35                  | 207                 |
| Грами                                               | 4                   | 14                  |
| Награда Пийбоди                                     | 8                   | 8                   |
| Праймтайм награди „Еми“                             | 154                 | 762                 |
| Награди на Гилдията на киноактьорите                | 11                  | 34                  |
| Телевизионни критически награди (TCA Awards)        | 2                   | 22                  |
| Общ брой награди и номинации                        |                     |                     |
| Общо                                                | 281                 | 514                 |
| Бележки под линия                                   |                     |                     |

## Критики
Понякога филмите, разпространявани от платформата, предизвикват скандали. На 3 декември 2019 на сайта е пуснат бразилският филм „Първото изкушение на Христос“, представящ Исус като „гей, съблазнен от дявола“, а майка му – като „пристрастена към марихуана“. Филмът предизвиква широко възмущение и в сайта за петиции Change.org се появява подписка за забраната му, събрала до 15 февруари 2021 2 411 866 подписа. На 9 януари 2020 по решение на съда в Рио де Жанейро платформата е принудена да изтегли филма.